# Mikko Lehtonen (1994)
Mikko Lehtonen (Turku, 16 gennaio 1994) è un hockeista su ghiaccio finlandese professionista che gioca nel ruolo di difensore.

## Carriera

### Nazionale
Con la maglia della Finlandia si è laureato campione del mondo (nel 2019) e campione olimpico (a Pechino 2022).

## Palmarès

### Club
- Campionato svedese: 1

HV71: 2016-2017
- Campionato svizzero: 2

 ZSC Lions: 2023-2024, 2024-2025
- Champions Hockey League: 1

 ZSC Lions: 2024-2025

### Nazionale
- Giochi olimpici invernali:

: Pechino 2022
- Campionato mondiale di hockey su ghiaccio:

: Slovacchia 2019

#### Giovanili
- Campionato mondiale di hockey su ghiaccio Under-20: 1

 2014